# Cerapachys senescens
Cerapachys senescens är en myrart som först beskrevs av Wheeler 1918.  Cerapachys senescens ingår i släktet Cerapachys och familjen myror. Inga underarter finns listade i Catalogue of Life.